# Ren Hui
Dit is een Chinese naam; de familienaam is Ren.
Ren Hui (11 augustus 1983) is een Chinees langebaanschaatsster. Ze is gespecialiseerd in de sprintafstanden (500 en 1000 meter).
Tijdens de Olympische Winterspelen van 2006 in Turijn won Ren een bronzen medaille op de 500 meter. Eerder won ze op de Universiade in 2005 in Innsbruck op de 500 en de 1000 meter een gouden medaille.

## Persoonlijke records
| Afstand    | Tijd    | Datum            | Baan           |
| ---------- | ------- | ---------------- | -------------- |
| 500 meter  | 38,01   | 10 november 2007 | Salt Lake City |
| 1000 meter | 1.15,04 | 13 december 2009 | Salt Lake City |
| 1500 meter | 2.05,16 | 13 januari 2005  | Innsbruck      |
| 3000 meter | 4.57,35 | 9 februari 1999  | Heihe          |

## Resultaten
| Jaar | WK Sprint | WK Afstanden      | Olympische Spelen | Wereldbeker                 |
| ---- | --------- | ----------------- | ----------------- | --------------------------- |
| 2003 | 25e       |                   |                   | 37e 500m 35e 1000m          |
| 2004 | 12e       | 500m · 14e 1000m  |                   | 12e 500m 10e 1000m          |
| 2005 |           | 22e 500m 8e 1000m |                   | 17e 100m 12e 500m 15e 1000m |
| 2006 | 5e        |                   | 500m · NF 1000m   | 14e 100m 15e 500m 14e 1000m |
| 2007 |           | 19e 1000m         |                   | 22e 100m 10e 500m 18e 1000m |
| 2008 |           |                   |                   | 25e 500m 3214e 1000m        |
| 2009 |           |                   |                   | 14e 100m 10e 500m 14e 1000m |
| 2010 | 16e       |                   | 33e 1000m         | 30e 500m 29e 1000m          |

### Medaillespiegel
| Kampioenschap     | Goud | Zilver | Brons |
| ----------------- | ---- | ------ | ----- |
| WK Afstanden      | 0    | 0      | 1     |
| Olympische Spelen | 0    | 0      | 1     |